# 2MASS 1835+3259
2MASS 1835+3259（编号全称是2MASSI J1835379+325954）是一颗临近太阳系的棕矮星，光谱分类为M8.5型，\位于天琴座中。它的发现正式宣布于2003年，也是继DEN 1048-3956和LP 944-020之后距离太阳第三近的M-型棕矮星。
美国海军天文台（USNO）在2001至2002年间使用61英寸（1.5米）的反射望远镜对该天体进行三角视差法测距，结果为0.765 ± 0.0005角秒，与5.67 ± 0.02秒差距的距离相符合，也就是18.48 ± 0.05光年。